# Cayla George
Cayla Francis,  po mężu George (ur. 1 maja 1989 w Mount Barker) – australijska koszykarka występująca na pozycji środkowej, reprezentantka kraju, obecnie zawodniczka Las Vegas Aces.
8 maja 2015 została żoną Kailu George’a.
1 lutego 2023 dołączyła do Las Vegas Aces.

## Osiągnięcia
Stan na 23 czerwca 2023, na podstawie, o ile nie zaznaczono inaczej.

### Drużynowe
- Mistrzyni:
  - Australii (WNBL – 2015, 2016, 2018, 2022)
  - Węgier (2017)[5]
- Zdobywczyni Pucharu Węgier (2017)[5]
- Uczestniczka rozgrywek:
  - Euroligi (2016/2017)
  - Eurocup (2013/2014)

### Indywidualne
(* – nagrody przyznane przez eurobasket.com, australiabasket.com)
- MVP australijskiej ligi WNBL (2023)
- Debiutantka roku WNBL (WNBL Bettie Watson Rookie of the Year – 2007)
- Najlepsza środkowa ligi francuskiej (2013)*[6]
- Defensywna zawodniczka roku ligi*:
  -     - francuskiej (2013)[6]
    - WNBL (2015)[7]
- Zaliczona do:
  - I składu:
    - WNBL (2015, 2020, 2023)[7]
    - ligi francuskiej (2013)*[6]
    - zawodniczek zagranicznych ligi*:
      - węgierskiej (2017)[5]
      - francuskiej (2013)[6]

  - II składu WNBL (2016*[8], 2020, 2022)
  - honorable mention ligi*:
    - WNBL (2019)[9]
    - francuskiej (2014)[10]
- Liderka:
  - WNBL w zbiórkach (2011, 2016, 2023)
  - ligi francuskiej w blokach (2013)[6]

### Reprezentacja
- Mistrzyni:
  - Oceanii (2013)
  - Igrzysk Wspólnoty Narodów (2018)
- Wicemistrzyni świata:
  - 2018
  - U–21 (2007)
- Brązowa medalistka:
  - olimpijska (2024)[11]
  - mistrzostw:
    - świata (2014, 2022)
    - Azji (2019)

  - uniwersjady (2011)
- Uczestniczka:
  - igrzysk olimpijskich (2016 – 5. miejsce, 2024)
  - mistrzostw świata U–19 (2007 – 5. miejsce)